# HMY Iolaire

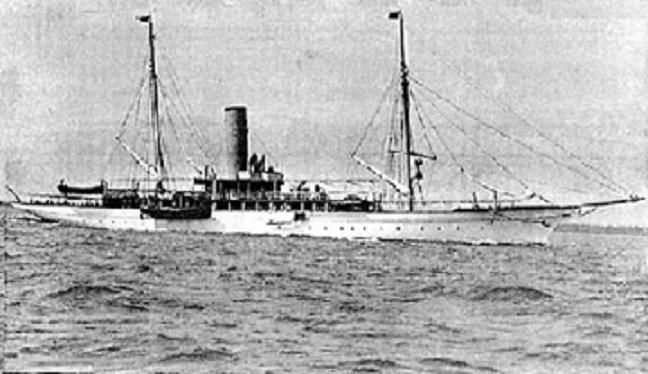
Le yacht de l'Amirauté en 1908, donc connu comme Almathéa, avant de devenir yacht royal sous le nom de HMY Iolaire.

HMY Iolaire (Iolaire, Yacht de Sa Majesté) du gaélique écossais : l'Aigle est un navire de guerre britannique. Il s'appelait Amalthaea, yacht de l'Amirauté depuis 1881, avant d'être renommé Iolaire en 1918. Son naufrage le 1er janvier 1919 dans le Minch fut un des pires désastres maritimes qui ait eu lieu dans les eaux britanniques au XXe siècle. Au moins 201 marins périrent parmi les 283 à bord.

## Le naufrage
Le Iolaire ramenait sur l'île écossaise de Lewis des marins qui avaient combattu durant la Première Guerre mondiale. Il quitta le port de Kyle of Lochalsh au nord-ouest de l’Écosse au soir du 31 décembre 1918. Mais, à 2 h 30 du matin le Jour de l'an, alors que le bateau approchait du port de Stornoway, à quelques mètres de la côte et à un mile à peine du port de Stornoway, il heurta les tristement célèbres rochers connus sous le nom des "Bêtes de Holm", et il sombra. Le nombre de morts fut officiellement établi à 205 dont 181 étaient originaires de Lewis, mais comme le navire était très surchargé et que les registres n'étaient pas à jour, il se peut que le nombre de morts ait été encore supérieur. John F. Macleod de Ness, Ile of Lewis, sauva 40 marins, en rejoignant la côte avec une ligne d'attrape, le long de laquelle de nombreux marins réussirent à rejoindre la sécurité de la terre ferme. Seulement 75 des 280 passagers (chiffre officiel) survécurent au désastre, 73 % périrent dans le naufrage.
Les marins portaient leur uniforme au complet, y compris des bottes très lourdes, ce qui rendait la nage vers la côte très difficile. De plus, beaucoup ne savaient pas nager, ce qui était commun à l'époque. De nombreuses chansons et poèmes, tels que "An Iolaire", décrivent les femmes des marins retrouvant leurs maris échoués sur le rivage le lendemain. 

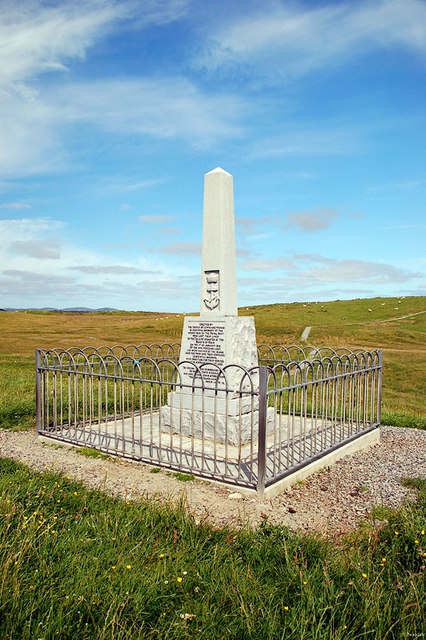
Mémorial du Iolaire.

C'est le pire désastre maritime (en ce qui concerne les pertes humaines) qui ait eu lieu dans les eaux britanniques en temps de paix, depuis le naufrage du SS Norge au large de Rockall en 1904, et le pire désastre en temps de paix impliquant un navire britannique depuis le Titanic le 15 avril 1912.
L'Amirauté ordonna rapidement une enquête, mais celle-ci ne put trouver d'explication satisfaisante au désastre. Les conclusions peu satisfaisantes de cette enquête provoquèrent un grand malaise dans la population de Lewis. 
Même si la sobriété parmi l'équipage fut fortement mise en doute lors de l'enquête, le navire naviguait de nuit avec une très mauvaise visibilité et par gros temps.
À ce jour, l'entrée dans le port de Stornoway n'est toujours pas des plus simples et il est possible qu'une erreur de navigation soit la cause du désastre.
De plus, le compte-rendu d'un bateau de pêche qui naviguait dans les mêmes eaux à ce moment-là indique que le Iolaire ne prenait pas la bonne direction pour entrer dans le port.

## Mémoire du désastre
Un mémorial fut érigé en 1958 sur terre, à Holm, à l'écart de Stornoway .
Une colonne en pierre sort de l'eau à l'endroit du naufrage, elle est visible depuis le pont du ferry en regardant à tribord à l'approche de l'entrée du port.
Le 1er janvier 2019, la Première Ministre écossaise Nicola Sturgeon et Charles de Galles célèbrent une cérémonie de commémoration nationale, cent ans après le naufrage du Iolaire. Cette cérémonie a lieu au Mémorial du Iolaire, à Holm, sur Lewis.
À cette occasion, une sculpture commémorative est aussi inaugurée. Elle représente une longue ligne d'attrape enroulée, en bronze. La représentation de cette corde est un hommage à John Finlay Macleod, qui nagea depuis le rivage avec une corde d’attrape et sauva 40 des 79 hommes rescapés du naufrage.